# SENSE (Mr.Children의 음반)
《SENSE》는 2010년 12월 1일에 발매된 Mr.Children의 열네 번째 정규 음반이다. 음반 제목이나 음반 커버, 수록곡, 수록곡수가 음반 발매 직전인 2010년 11월 29일에 발표됐으며, 그 전까진 발매일만 발표됐었다.
수록곡은 CD 싱글은 수록되어 있지 않으며, 디지털 싱글로만 발매된 〈fanfare〉를 포함해 모두 CD에 처음 수록된 곡들이다. 오리콘 음반 차트에서는 2주 연속 1위를 기록했다.

## 수록곡
1. 〈I〉
2. 〈기타이〉 (擬態 의태[*])
3. 〈HOWL〉
4. 〈I'm talking about Lovin'〉
5. 〈365日〉 (365니치)
6. 〈ロックンロールは生きている〉 (로큰롤와 이키테이루)
7. 〈로자리타〉 (ロザリータ)
8. 〈아오〉 (蒼 파랑[*])
9. 〈fanfare〉
10. 〈하루〉 (ハル 봄[*])
11. 〈Prelude〉
12. 〈Forever〉

## 차트 순위
| 차트                           | 최고 순위 | 판매량  |
| ------------------------------ | --------- | ------- |
| 오리콘 주간 음반               | 1         | 501,992 |
| 빌보드 재팬 탑 음반            | 1         |         |
| 오리콘 연간 음반 (2010년)      | 5         | 597,212 |
| 오리콘 연간 음반 (2011년)      | 36        | 185,382 |
| 빌보드 재팬 연간 음반 (2011년) | 1         |         |

| 기관        | 인증            | 출하수   |
| ----------- | --------------- | -------- |
| 일본 (RIAJ) | 트리플 플래티넘 | 750,000+ |